# Stylatula elongata
Stylatula elongata är en korallart som först beskrevs av William More Gabb 1862.  Stylatula elongata ingår i släktet Stylatula och familjen Virgulariidae. Inga underarter finns listade i Catalogue of Life.